# Бузурма
Бузурма́ (рос. Бузурма) — невеликий струмок в Удмуртії (Сюмсинський район), Росія, ліва притока Лумпуна.
Річка починається і протікає на півночі Сюмсинського району. Русло спрямоване на північний захід.
Русло вузьке, долина широка. Береги заліснені та заболочені. Приймає притоку праворуч. Над струмком не розташовано населених пунктів.
| Річка | Це незавершена стаття про річку. Ви можете допомогти проєкту, виправивши або дописавши її. |